# フェンスケの式

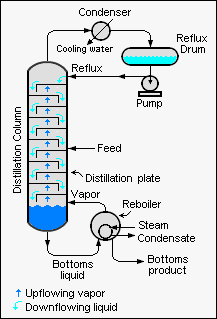
全還流での分留

フェンスケの式（フェンスケのしき、英: Fenske equation）は、連続分留における全還流（つまり、塔頂留出生成物が塔から抜き出されない）で操作されている分留塔によって、二成分供給流を分離するために必要な最小理論段数を計算するために使用される方程式である。
この式は、1932年にペンシルベニア州立大学の化学工学科長を1959年から1969年まで務めたメレル・フェンスケ（Merrell Fenske）によって導き出された。
大規模な連続工業用蒸留塔を設計する場合、最初に、所望の塔頂生成物組成を得るために必要な最小理論段数を計算すると非常に役立つ。

## フェンスケの式の一般的な形式
これは、様々な形式があるフェンスケの式の中で、二成分混合物にのみ有効な形式の1つである。
{\displaystyle \ N={\frac {\log \,{\bigg [}{\Big (}{\frac {X_{d}}{1-X_{d}}}{\Big )}{\Big (}{\frac {1-X_{b}}{X_{b}}}{\Big )}{\bigg ]}}{\log \,\alpha _{avg}}}}
ここで、{\displaystyle N}は、全還流に必要な最小理論段数（再沸器はそのうちの1つ）、{\displaystyle X_{d}}は、塔頂留出物中のより揮発性の高い成分のモル分率、{\displaystyle X_{b}}は、塔底留出物中のより揮発性の高い成分のモル分率、{\displaystyle \alpha _{avg}}は、より揮発性の低い成分に対する、より揮発性の高い成分の平均比揮発度である。
多成分混合物の場合、次の式が成り立つ。簡潔な表現のために、より揮発性の高い成分とより揮発性の低い成分は、一般的にそれぞれ軽質キー（Light key、LK）と重質キー（Heavy key、HK）と呼ばれる。その用語を使用すると、上記の方程式は次のように表現できる。
{\displaystyle \ N={\frac {\log \,{\bigg [}{\Big (}{\frac {LK_{d}}{HK_{d}}}{\Big )}{\Big (}{\frac {HK_{b}}{LK_{b}}}{\Big )}{\bigg ]}}{\log \,\alpha _{avg}}}}
または、次のようにも表せる。
{\displaystyle \ N={\frac {\log \,{\bigg [}{\Big (}{\frac {LK_{d}}{1-LK_{d}}}{\Big )}{\Big (}{\frac {1-LK_{b}}{LK_{b}}}{\Big )}{\bigg ]}}{\log \,\alpha _{avg}}}}
軽質キーと重質キーの比揮発度が塔頂から塔底まで一定である場合、{\displaystyle \alpha _{avg.}}は単に{\displaystyle \alpha }である。比揮発度が塔頂部から塔底部まで一定でない場合は、次の近似を使用できる。
{\displaystyle \alpha _{avg.}={\sqrt {(\alpha _{t})(\alpha _{b})}}}
ここで、{\displaystyle \alpha _{t}}は、塔頂における軽質キーの重質キーに対する比揮発度、{\displaystyle \alpha _{b}}は、塔底における軽質キーの重質キーに対する比揮発度である。
上記の形式のフェンスケの式は、多成分供給物の全還流蒸留で使用するために修正することができる。また、抽出システムにおいても、一連の平衡段数として表すことができ、比揮発度の代わりに比溶解度を使用できるため、溶媒抽出法の問題を解決するのにも役立つ。

## フェンスケの式の別の形式
ガスクロマトグラフィーで使用するための、フェンスケの式の別の形式の導出は、海軍兵学校のWebサイトで入手できる。一連の凝縮および蒸発サイクル（すなわち平衡段数）にラウールの法則とドルトンの法則を使用すると、フェンスケの式の次の形式が得られる。
{\displaystyle \ {\frac {Z_{a}}{Z_{b}}}={\frac {X_{a}}{X_{b}}}\left({\frac {P_{a}^{0}}{P_{b}^{0}}}\right)^{N}}
ここで、{\displaystyle N}は平衡段数、{\displaystyle Z_{n}}は、気相中の成分{\displaystyle n}のモル分率、{\displaystyle X_{n}}は、液相中の成分{\displaystyle n}のモル分率、{\displaystyle {P_{n}^{0}}}は、純粋な成分{\displaystyle n}の蒸気圧である。